# Eurostopodus exul
El chotacabras de Nueva Caledonia (Eurostopodus exul) es una especie de ave caprimulgiforme de la familia Caprimulgidae endémica de Nueva Caledonia. 
Anteriormente se consideraba una subespecie del chotacabras bigotudo (Eurostopodus mystacalis). Se cree que posiblemente el chotacabras de Nueva Caledonia esté extinguido porque no se ha vuelto a avistar desde que se descubrió el ejemplar tipo en 1939, por lo que cualquier población superviviente sería exigua. Este espécimen fue recolectado en la sabana costera. Las posibles causas de su extinción podrían ser la introducción de ratas y gatos en la isla, y la destrucción de su hábitat.
El chotacabras de Nueva Guinea tiene el plumaje de las partes superiores gris con veteado y manchas oscuras, y el píleo negruzco. Sus partes inferiores son de tonos pardo grisáceos con una pequeña mancha blanca en la garganta.